# Бернард II (граф Тулузи)
Бернард II (*Bernard II, д/н —877) — граф Тулузький у 865—872 роках. Мав прізвисько «Кальф», тобто Теля.

## Життєпис
Походив з династії Руерг (Раймундідів). Син Раймунда I, графа Тулузького, та Берти. Про дату народження нічого невідомо. У 863 році його батько зазнав поразки у війні з Гумфрідом I, графом Барселонським. Загинув Раймунд I 865 року. Проте Бернард II за підтримки Карла II Лисого, короля Західно-Франкського королівства, відвоював Тулузу, ставши тамтешнім графом. Також отримав графства Лімож і Руерг.
870 року отримав диплом на права власності монастиря Вабре, якому патронував його батько. Проте зумів захопити землі католицької церкви в Аквітанії, Пуатьє, Реймсі, Лімузені та Оверні, які були взяті в оренду його попередниками. Разом з тим того ж року надав підтримку аббатству Больє, а 871 року — монастирю Алао в Рибагорсі.
872 року придушивши повстання Оліби II, отримавши його володіння Каркассон, Альбі, Нім. Проте того ж року проти Бернарда II повстав Бернард, син Бернарда I, графа Тулузи, який переміг Бернарда II. Водночас Оліба II повернув собі втрачені володіння. Втім останній продовжив боротьбу до своєї загибелі у 877 році.